# Universidade de Tombuctu
A Universidade de Tombuctu é um termo colectivo para o ensino associado a três mesquitas na cidade de Tombuctu no que hoje é o Mali: as masajid (mesquitas) de Sancoré, Djinguereber e Sidi Iáia. Não era uma universidade no sentido moderno, mas uma comunidade escolar vagamente organizada que perdurou por vários séculos durante o período medieval.

## História
Tombuctu cresceu rapidamente em importância no início do século XII, com uma economia próspera baseada no comércio de sal, ouro, especiarias, escravos e tinturas. Conforme a riqueza da cidade cresceu, esta também se tornou um centro de aprendizagem, atraindo estudiosos e manuscritos. Por todo o mundo muçulmano adquiriu uma reputação de aprendizagem e bolsa de estudos.

De acordo com o estudioso africano Shamil Jeppie em The Meanings of Timbuktu:
... Tombuctu é um repositório de história, um arquivo vivo que qualquer pessoa que se preocupa com a história africana deve estar familiarizado. Pode ser difícil chegar a Tombuctu, mas desempenhou um papel essencial como centro de estudos sob o Império Songai até à invasão dos governantes de Marraquexe em 1591, e mesmo depois disso chegou a ser revigorada.
Depois de Tombuctu ter sido ocupada por causa da Batalha de Tondibi em 1591, a universidade entrou em declínio. Em 1593, Amade Almançor Saadi citou a "deslealdade" como o motivo para prender e, posteriormente, matar ou exilar muitos dos estudiosos de Tombuctu, incluindo Ahmad Baba al Massufi.

## A universidade
A Universidade de Tombuctu era diferente da universidade moderna dado que não havia uma organização central ou curso formal de estudo. Em vez disso havia várias escolas independentes, cada uma com o seu próprio instrutor principal. Os alunos escolhiam os seus professores e as aulas aconteciam nos pátios das mesquitas ou em residências particulares. O foco principal era o estudo do Alcorão e assuntos islâmicos, mas assuntos académicos também eram ensinados, como "medicina e cirurgia, astronomia, matemática, física, química, filosofia, linguagem e linguística, geografia, história, também como arte." Os professores associados com a mesquita Sankore e a própria mesquita eram especialmente respeitados.
A universidade chegou a ter até 25 mil alunos numa população total da cidade de 100 mil habitantes.
Académicos notáveis associados à instituição incluem:
- Mohammed Bagayogo (1523-1593), associado à mesquita de Sancoré
- Amade Baba (1556-1627), aluno de Mohammed Bagayogo e autor de mais de 40 livros; deportado para Marrocos em 1594